# Ljubomir Ljubojević
Ljubomir Ljubojević, född 2 november 1950 i Užice, Socialistiska republiken Serbien, SFR Jugoslavien
, är en serbisk stormästare i schack.
Ljubojević kom tvåa i junior-EM 1969/70 i Groningen, och blev därefter inviterad till en stormästarturnering i Sarajevo. Han delade turneringssegern med Bruno Parma. Han blev internationell mästare 1970 och stormästare 1971.
Han blev Jugoslavisk mästare 1977 och 1982.
1983 var Ljubojević nummer tre på världsrankingen, efter Anatolij Karpov och Garry Kasparov. Detta var hans bästa placering.
Ljubojević spelar idag för Serbien men är bosatt i Spanien.